# Anikó Glogowski-Merten

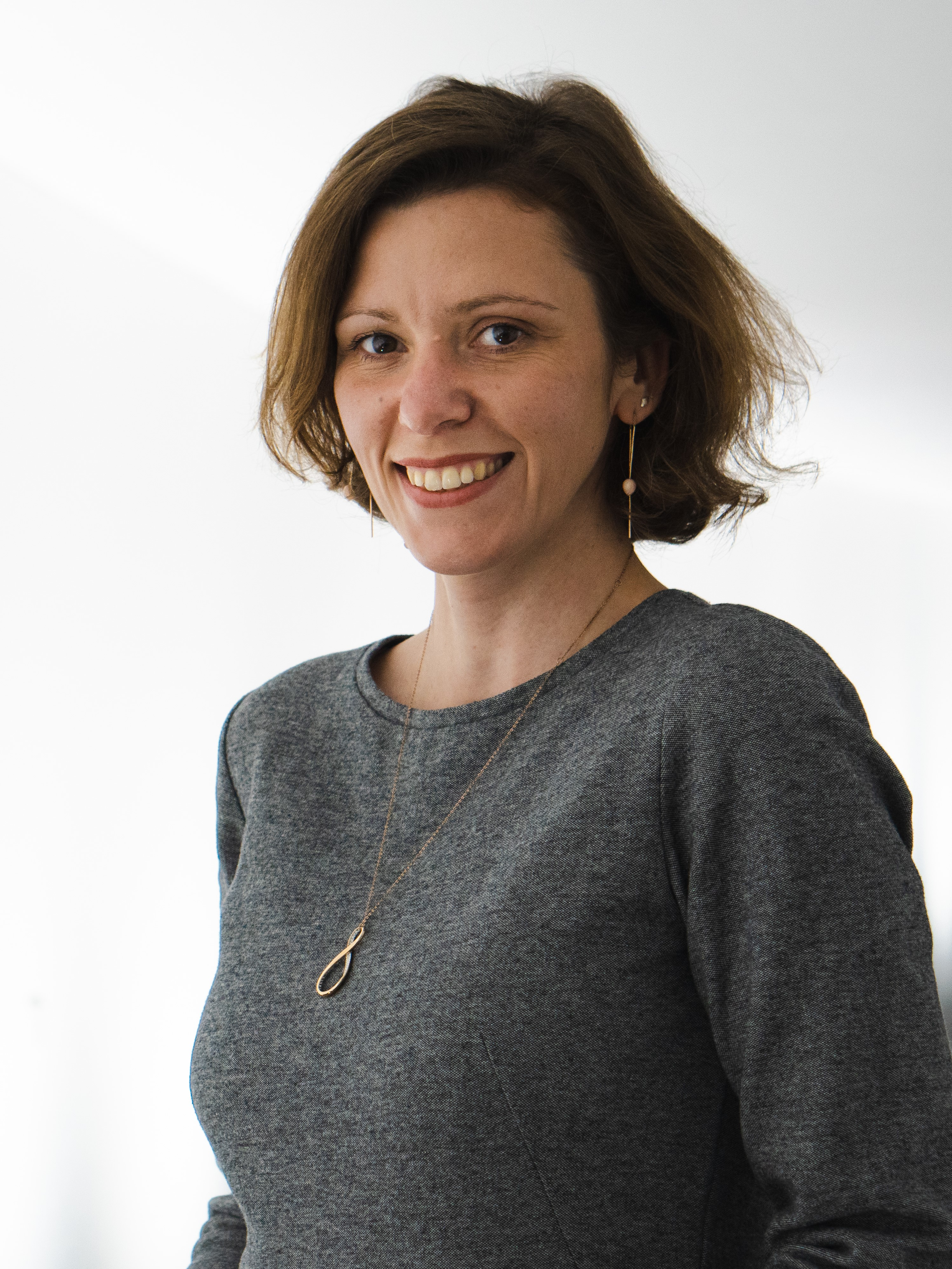
Anikó Glogowski-Merten (2021)

Anikó Glogowski-Merten, geborene Anikó Merten (* 25. März 1982 in Havelberg) ist eine deutsche Politikerin (FDP) und war von 2021 bis 2025 Mitglied des Deutschen Bundestages.

## Ausbildung und Beruf
Merten besuchte von September 1988 bis August 1998 die Oberschule Glöwen. Von September 1998 bis Juli 2001 besuchte sie das Oberstufenzentrum Wittenberge und machte dort ihr Wirtschaftsabitur. Sie studierte von Oktober 2001 bis September 2007 an der Otto-von-Guericke-Universität Magdeburg Lehramt an Gymnasien. Von Oktober 2007 bis September 2010 machte sie ihren Bachelor of Arts im Bereich Kunst- und Erziehungswissenschaften an der Hochschule für Bildende Künste Braunschweig und an der Technischen Universität Braunschweig. Von April 2009 bis September 2012 war sie Stipendiatin der Begabtenförderung der Friedrich-Naumann-Stiftung für die Freiheit. Danach machte sie von Oktober 2010 bis September 2012 ihren Master of Arts im Bereich Kunstwissenschaften an der Hochschule für Bildende Künste Braunschweig.
Merten war von Oktober 2012 bis März 2013 Künstlerisch-Wissenschaftliche Hilfskraft im Referat Presse und Kommunikation der Hochschule für Bildende Künste Braunschweig. Von April 2013 bis April 2014 war sie freiberufliche Kunstwissenschaftlerin. Von April 2014 bis April 2017 war sie wissenschaftliche Mitarbeiterin am Institut der Geschichte und Architektur der Stadt, Fakultät Architektur, Bauingenieurwesen und Umweltwissenschaften der Technischen Universität Braunschweig; Von September 2016 bis Juni 2020 war sie geschäftsführende Gesellschafterin der Genusskurator UG. Seit Dezember 2016 ist sie regionale Forenleiterin der Friedrich-Naumann-Stiftung für die Freiheit für Organisation, Durchführung und Moderation von Veranstaltungen der politischen Bildung. Von Juli 2017 bis März 2021 war sie Projektmitarbeiterin der WMU GmbH. Seit Oktober 2020 ist sie Lehrbeauftragte an der HBK Braunschweig am Institut für Kunstwissenschaften.

## Politische Tätigkeiten
Merten ist seit 2013 Mitglied der FDP. Seit September 2021 ist sie Mitglied im Rat der Stadt Braunschweig.
Bei der Bundestagswahl 2021 erreichte sie mit 7,0 % der Erststimmen im Bundestagswahlkreis Braunschweig den vierten Platz und verpasste damit das Direktmandat. Sie zog jedoch über Platz 8 der Landesliste der FDP Niedersachsen in den 20. Deutschen Bundestag ein. Seit März 2024 ist sie die Vorsitzende des Kreisverbands Braunschweig der FDP.
Am 31. Januar 2025 stimmte Glogowski-Merten gegen das Zustrombegrenzungsgesetz, das die CDU in den Bundestag einbrachte. Von der FDP stimmte sonst nur Ulrich Lechte gegen das Gesetz. Der Antrag scheiterte knapp.

## Mitgliedschaften
Seit August 2005 ist sie Mitglied im Verein Jemah – Jugendliche und Erwachsene mit angeborenem Herzfehler. Merten engagiert sich seit 2016 im Verein Torhaus Nord e. V. und ist seit Januar 2020 Vorsitzende des daraus hervorgegangenen Torhaus am Wendentor. Seit 2017 ist sie Initiatorin und Organisatorin des GründerinnenForums der Region Braunschweig. Seit 2019 ist sie Fördermitglied der Freiwilligen Feuerwehr Bevenrode. Seit April 2020 ist sie Mitglied der Wirtschaftsfrauen der Region Braunschweig Wolfsburg.

## Privates
Merten ist Anhängerin von Eintracht Braunschweig. Sie ist seit 2022 mit dem Braunschweiger Kommunalpolitiker Robert Glogowski (Grüne) verheiratet, dessen Vater der SPD-Politiker und ehemalige niedersächsische Ministerpräsident Gerhard Glogowski ist. Zuvor war sie verwitwet.